# 勃兰登堡门

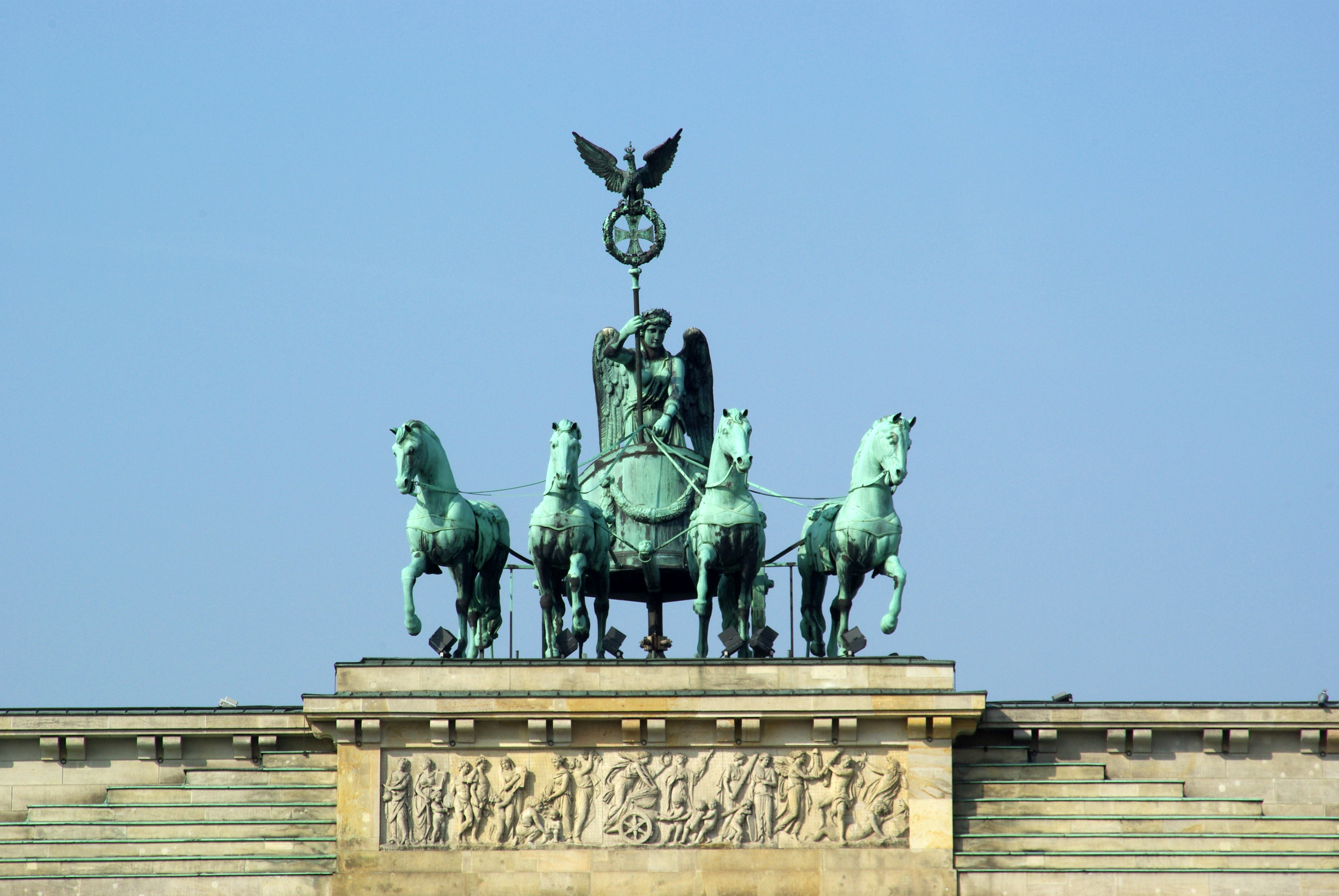
勃兰登堡门门顶的胜利女神雕像

布蘭登堡門（德語：Brandenburger Tor; 發音：[ˈbʁandn̩ˌbʊʁɡɐ ˈtoːɐ̯] ⓘ）是位於德国柏林的一座18世紀新古典主義風格紀念碑，是由普魯士國王腓特烈·威廉二世下令於1788年至1791年間建造，以紀念普魯士在七年战争取得的勝利。該建築標誌著從柏林到哈弗尔河畔勃兰登堡的道路起點。
目前，布蘭登堡門位於柏林市中心西部的米特區內，菩提樹下大街及艾伯特大街的交界處，緊鄰巴黎廣場以西。當代的布蘭登堡門作為柏林及德国的國家標誌，以見證了柏林、德國、欧洲乃至世界的許多重要歷史事件而知名。如今它不僅被視為德國和歐洲動盪歷史的象徵，而且還是歐洲統一與和平的象徵。

## 地理位置

勃兰登堡门和它东侧的巴黎广场

勃兰登堡门位于柏林市中心，东侧是巴黎广场（德語：Pariser Platz）和菩提树下大街（德語：Unter den Linden）的尽头，西侧是三月十八日广场（德語：Platz des 18. März）和六月十七大街（德語：Straße des 17. Juni）的起点。
勃兰登堡门东侧的巴黎广场，以纪念1814年普鲁士军队在解放战争中反攻並占领巴黎而命名。菩提树下大街从勃兰登堡门向东横穿柏林市中心，一直通往柏林博物馆岛和柏林电视塔，是欧洲最华丽的大街之一。
勃兰登堡门西侧的三月十八日广场，以纪念1848年3月18日的德国三月革命和1990年3月18日民主德国的第一次人民议会自由选举而命名。六月十七日大街，则是为了纪念1953年6月17日发生在民主德国的人民起义，它从勃兰登堡门起向西经过柏林胜利纪念柱，穿过柏林城区最大的公园蒂尔加滕和柏林工业大学。勃兰登堡门东侧是柏林老城，西侧则通往城外，因此东侧为门内，西侧为门外。

## 建筑
勃兰登堡门高26米，宽65.5米，深11米，是一座新古典主义风格的砂岩建筑，以雅典卫城的城门作为蓝本，设计者是普鲁士建筑师朗漢斯。
勃兰登堡门由12根各15米高、底部直径1.75米的多立克柱式立柱支撑着平顶，东西两侧各有6根，依照爱奥尼柱式雕刻，前后立柱之间为墙，将门楼分隔成5个大门，正中间的通道略宽，是为王室成员通行设计的，直至德意志帝国末代皇帝威廉二世1918年退位前，只有王室成员和国王邀请的客人才被允许从勃兰登堡门正中间的通道出入。大门内侧墙面用浮雕刻画了罗马神话中最伟大的英雄的海格力斯，战神玛尔斯，以及智慧女神、艺术家和手工艺人的保护神米诺娃。
勃兰登堡门门顶中央最高处是一尊高约5米的胜利女神（希腊神话中的尼刻，罗马神话中的维多利亚）铜制雕塑，女神张开身后的翅膀，驾着一辆四马两轮战车面向东侧的柏林城内，右手手持带有橡树花环的权杖，花环内有一枚铁十字勋章，花环上站着一只展翅的鹰鹫，鹰鹫戴着普鲁士的皇冠。雕塑象征着战争胜利，雕塑是普鲁士雕塑家沙多夫 的作品。
与勃兰登堡门门楼相连的南北两边翼房曾用于守卫和关卡，柏林城墙拆毁后被改建成敞开的立柱大厅，以便和勃兰登堡门的风格相一致。勃兰登堡门的庄严肃穆、巍峨壮丽充分显示了处于鼎盛时期的普鲁士王国国都的威严。

## 历史
勃兰登堡门的兴衰史见证了德意志民族的兴衰史。从历史意义上说，这座门堪称是“德意志第一门”和“德国凯旋门”。

### 大門初建

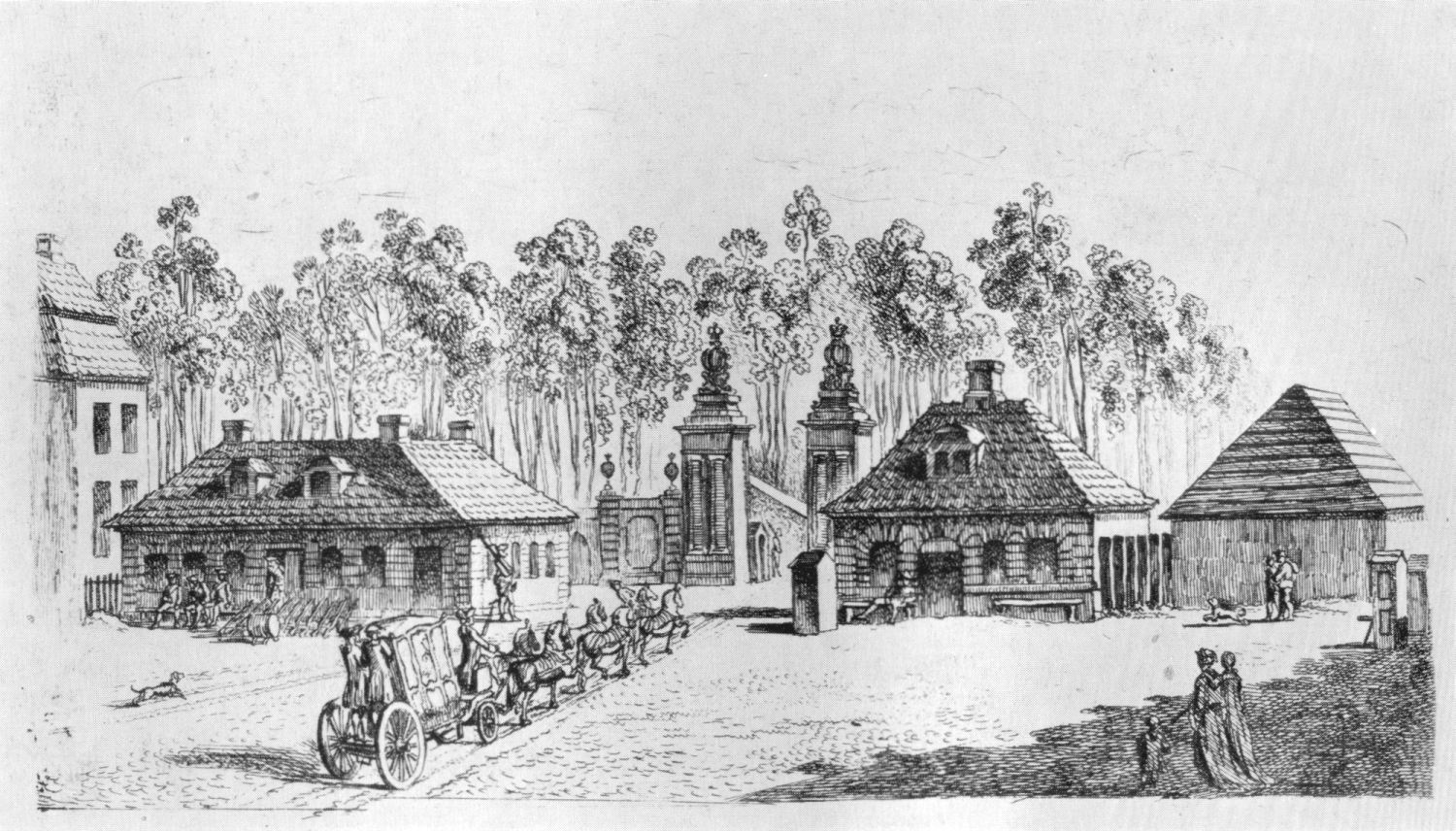
1764年的勃兰登堡门

柏林自15世纪起成為勃兰登堡选侯国的首府。1701年，勃兰登堡选侯腓特烈三世在哥尼斯堡加冕为普鲁士王国的第一位国王，稱腓特烈一世，并将柏林作为普鲁士王国的首都。腓特烈一世的儿子腓特烈·威廉一世为了加强普鲁士王国的军事力量，于1734年起为首都柏林建造城墙，1735年在柏林城的西面竖立起了一座城门，城门外的道路通往哈弗尔河畔勃兰登堡，因此得名“勃兰登堡门”。哈弗尔河畔的勃兰登堡如今只是德国勃兰登堡州的一座不起眼的小城市，但却曾是勃兰登堡侯國的发源地。1735年建造的勃兰登堡门只是一座用两根巨大石柱支撑起来的简陋石门，它的设计者是菲利普·格拉赫。

### 扩建
腓特烈二世继承父亲腓特烈·威廉一世的统治，大规模发展普鲁士的军事力量和扩张领土，并赢得了1756年至1763年的七年战争，这场英普同盟与法国-奥地利-俄国同盟之间为争夺殖民地和霸权而进行的战争旷日持久，最终以英国和普鲁士的胜利而告终，普鲁士从此崛起，成为英、法、奥、俄外的又一欧洲列强。腓特烈二世不仅赢得了“大帝”和“军事天才”的称号，也在他1786年去世后为继任的侄子腓特烈·威廉二世留下了一个稳定的普鲁士。腓特烈·威廉二世继任后立即开始扩建柏林城墙，在1786年至1802年的扩建工程期间，为了纪念这场使得普鲁士崛起的七年战争的胜利和他刚刚去世的叔叔，腓特烈·威廉二世于1788年下令重新建造勃兰登堡门，历经3年于1791年完工。庄严肃穆、巍峨壮丽的勃兰登堡门充分显示了当时处于鼎盛时期的普鲁士王国国都的威严。
1793年，普鲁士雕塑家沙多夫又为雄伟的勃兰登堡门设计并完成了一尊“胜利女神四马战车”雕像，并将其安放上门顶正中央，胜利女神张开翅膀，驾着四马两轮车面向柏林城内，象征着得胜归来。

### 拿破崙戰爭時期

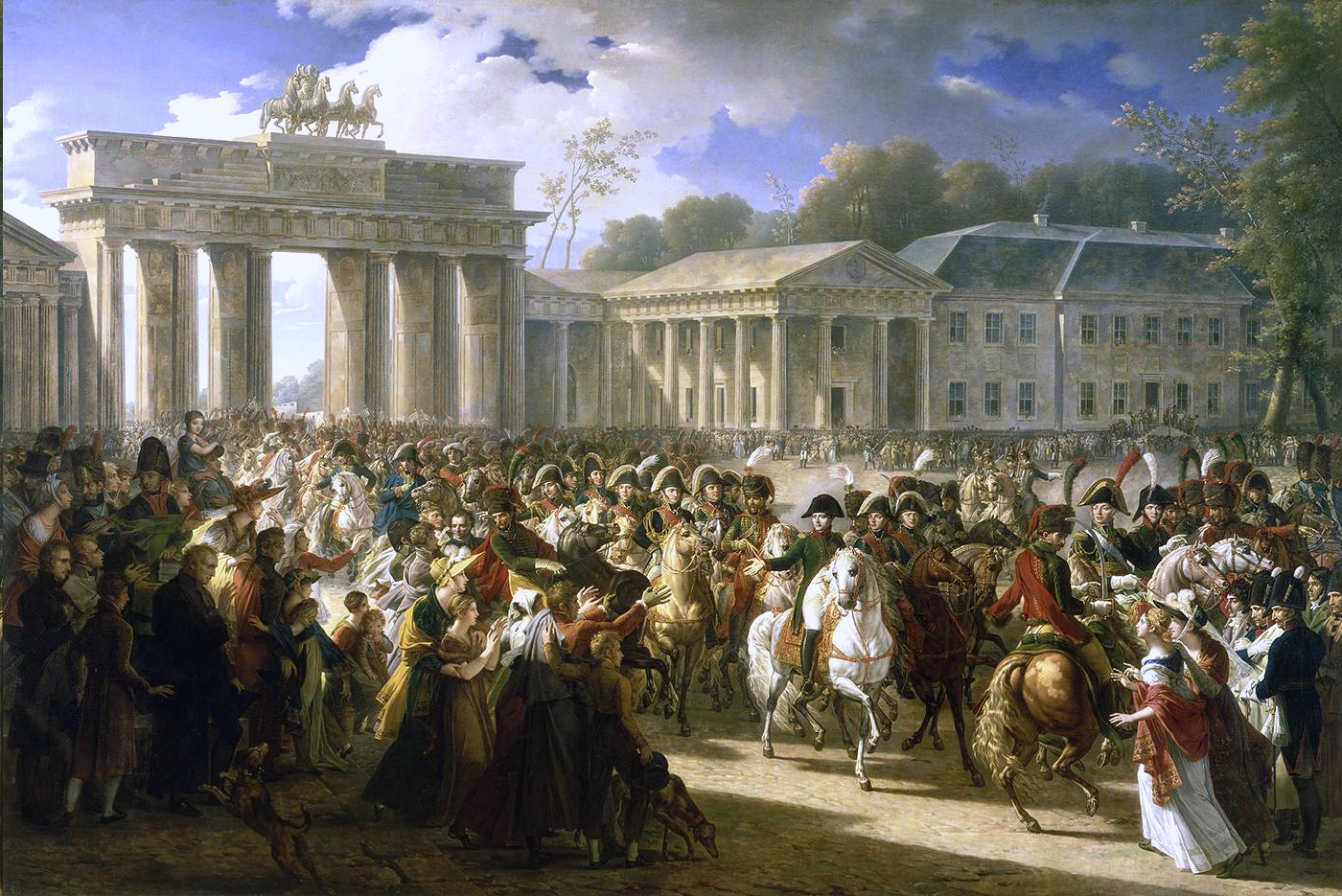
1806年拿破仑率领军队通过勃兰登堡门，进驻柏林

就在普鲁士人将胜利女神安置到勃兰登堡门的当年，普鲁士加入为了对抗新兴法國而结成的第一次反法同盟，但联军在1797年被拿破仑打败，同一年，腓特烈·威廉二世在波茨坦去世，留下一支老化的军队和一个近乎破产的国家。

腓特烈·威廉二世的儿子腓特烈·威廉三世于1806年再次加入第四次反法同盟，首先对法国宣战，但普鲁士在随后耶拿-奥尔斯塔特戰役中几乎全军覆没。刚刚加冕法兰西第一帝国皇帝的拿破仑，率领着强大的法国军队飓风般地席卷了欧洲中部。1806年10月27日，拿破仑骑着马率领法国军队，以征服者的身份通过曾经象征普鲁士胜利的勃兰登堡门，进驻柏林，占领了普鲁士。同年，拿破仑命令将勃兰登堡门上的胜利女神雕像拆下装箱，作为战利品运回了巴黎。

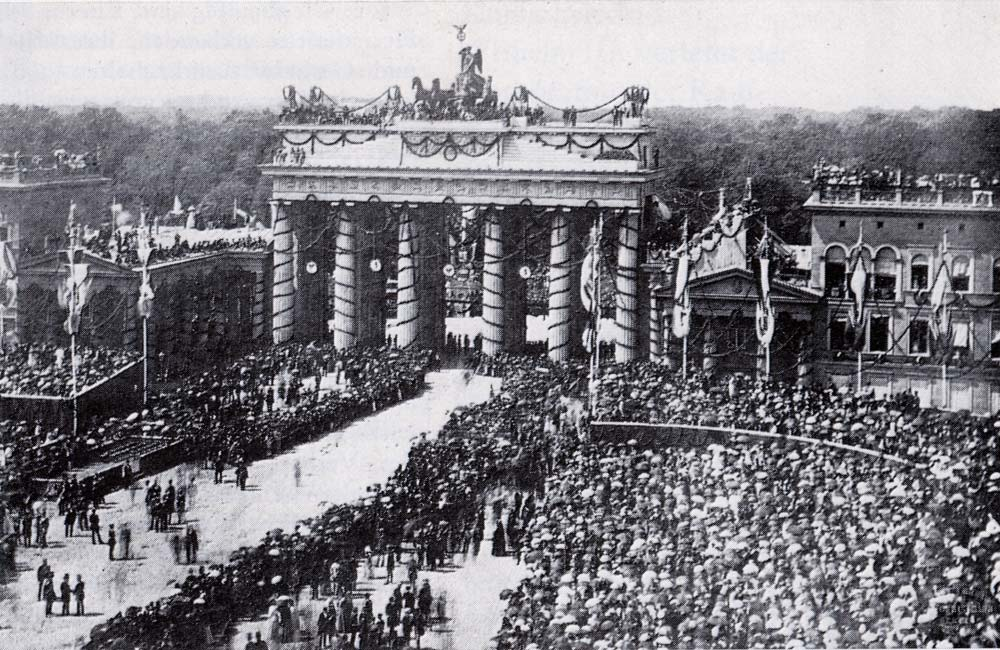
1871年普鲁士军队在勃兰登堡门庆祝普法战争胜利、德国统一和德意志帝国成立，此後這種慶祝成為了傳統，稱為色當日，直至1918年

1814年，普鲁士参加的第六次反法同盟占领巴黎，拿破仑宣布投降，他还没来得及将从勃兰登堡门劫回的胜利女神雕像在巴黎竖立起来，就失去了政权。胜利女神雕像在1814年回到了柏林，柏林人将这座失而复得的雕像称为“归来的马车”。在对其进行修复的同时，雕像上的橡树花环中还被添加了象征权力的铁十字勋章，这枚普鲁士铁十字勋章是申克尔在1813年根据腓特烈·威廉三世的建议设计的，如今是德国联邦国防军的标志。
胜利女神重新回到勃兰登堡门上后，标志着普鲁士的重新崛起，腓特烈·威廉三世的第二个儿子威廉一世在1871年取得普法战争的胜利，在巴黎凡尔赛宫加冕为德意志帝国的第一位皇帝，勃兰登堡门也成为了德意志帝国的象征。
1860年代，柏林开始拆除城墙，柏林城几乎所有的城门也在当时被拆除，但是宏伟的勃兰登堡门由于其重要的历史意义而得以存留，是至今唯一一座仍旧存在的柏林城门。

### 第二次世界大战時期
1933年1月30日，希特勒被任命为德国总理，德国纳粹衝鋒隊的游行队伍从勃兰登堡门通过，庆祝希特勒上台掌权，开始了纳粹的统治。
1945年第二次世界大战进入最后关头，勃兰登堡门在柏林战役中遭到严重损坏，它周围的建筑都被炸毁。苏联红军穿过勃兰登堡门攻入柏林，攻克了希特勒的地堡和德国国会大厦，宣告了德意志第三帝国的灭亡。当苏联士兵在勃兰登堡门胜利女神像上撑起红色旗帜的时候，德国士兵用大炮轰击，胜利女神雕像受到严重损毁，仅剩下一只马头，如今保存在柏林市麦克舍博物馆的展览厅内。现今勃兰登堡门上的雕像是二战后重新铸造的。

柏林被分割，大部分市区被苏联占领，而勃兰登堡门就位于英国占领区与苏联占领区的交接处

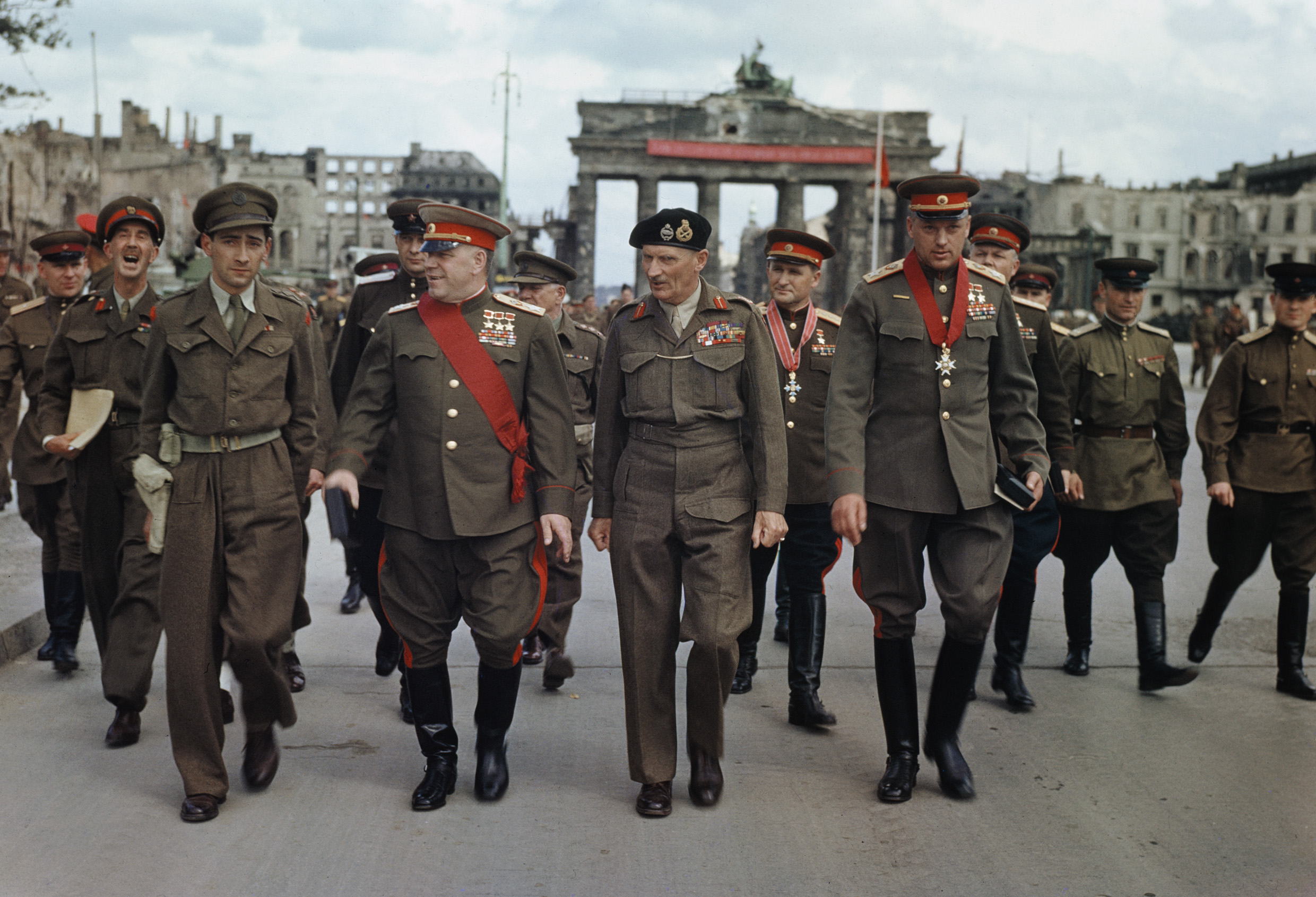
伯纳德·蒙哥马利和苏联元帅格奥尔基·朱可夫和康斯坦丁·罗科索夫斯基在蒙哥马利装饰后于 1945 年 7 月 12 日經過勃兰登堡门

### 冷战时期

1945年7月，在布蘭登堡門前買茶點的英軍士兵和英軍福利社流動營站

第二次世界大战德国战败后，分裂为东德和西德，柏林也被分为东柏林和西柏林，东柏林由苏联占领，西柏林由美国、英国和法国占领。勃兰登堡门属于东柏林管辖。

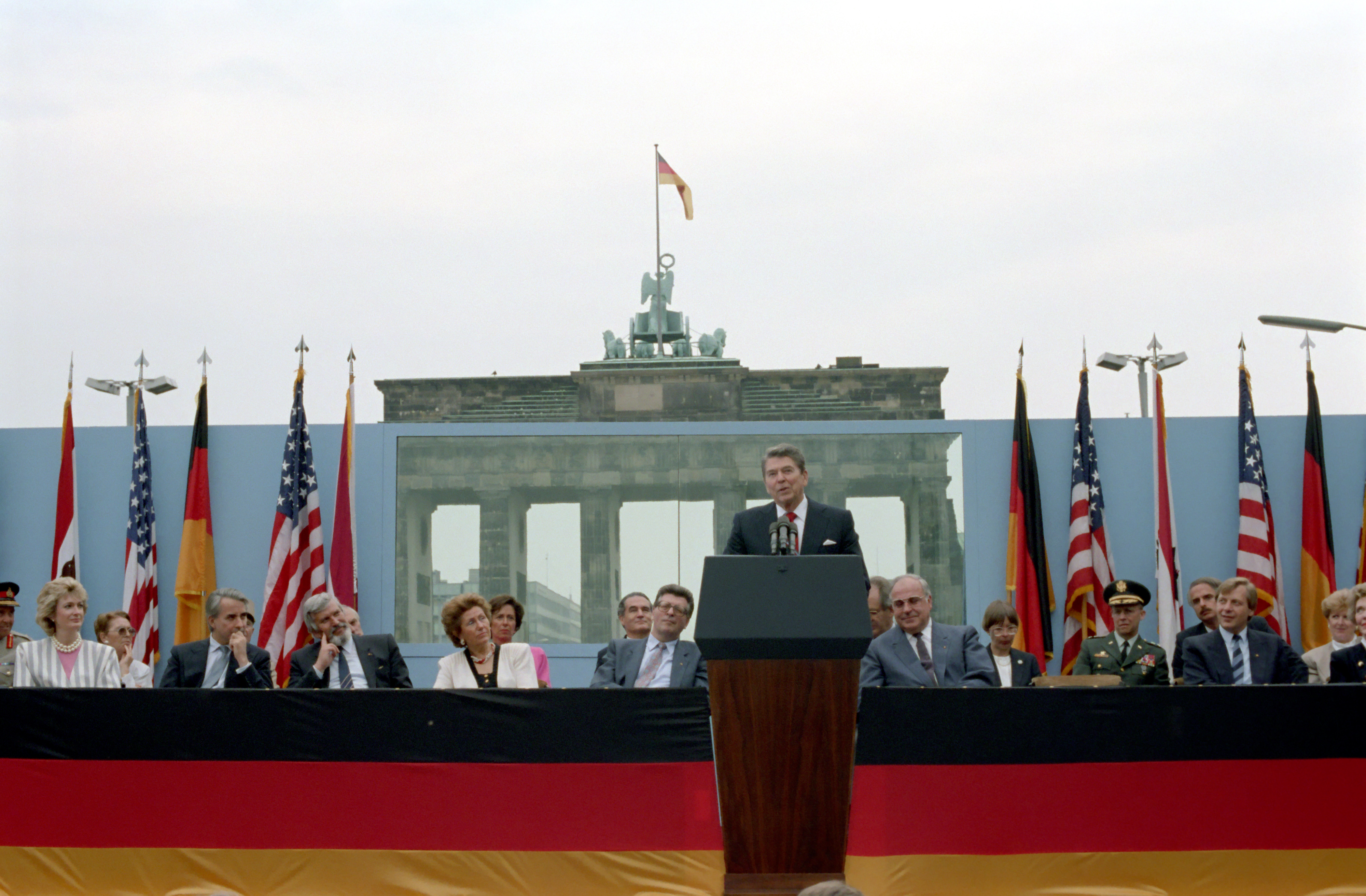
1987年，里根在此發表演說

1956年9月21日，柏林市自治政府决定修复勃兰登堡门，虽然东柏林和西柏林当时仍相互敌对，但是在勃兰登堡门的重建工程中却合作很好，东、西柏林的文物修复专家根据在二战中抢拓下来的石膏模型和档案照片重新铸造了一套驷马战车及女神雕像。1957年12月14日重建完工，东柏林市政大会决定将雕像上的铁十字勋章和鹰鹫撤下，认为它们代表着普鲁士的军国主义。
1961年8月13日柏林墙开始建造，东柏林和西柏林的市民不被允许自由穿越边界。柏林墙从西侧广场将勃兰登堡门围住，它虽属东柏林，但是由于正好处于隔离区中央，无论从西侧还是东侧都无法通过，只有东德边境士兵才能够登上勃兰登堡门。
20世纪80年代初，時任西柏林市市长魏茨泽克曾说：“只要勃兰登堡门还关着，德国统一问题就懸而未決。”。1984年起魏茨泽克担任德国联邦总统，5年后又连任一届，勃兰登堡门在他的第二个任期内最终得以重新开放。
1987年6月12日，美国总统里根在勃兰登堡门前发表了著名的演说：“戈尔巴乔夫总书记，如果你要寻求和平，如果你要为苏联和东欧寻求繁荣，如果你要寻求自由，就到这扇门来吧！戈尔巴乔夫先生，打开这扇门！戈尔巴乔夫先生，拆除这堵墙！”
General Secretary Gorbachev, if you seek peace, if you seek prosperity for the Soviet Union and Eastern Europe, if you seek liberalization: Come here to this gate! Mr. Gorbachev, open this gate! Mr. Gorbachev, tear down this wall!——1987年6月12日，美国总统里根在勃兰登堡门前的演說。
勃兰登堡门同柏林墙一起，分隔了东西柏林人民近半个世纪，也见证了德国近半个世纪的分裂。

### 兩德统一

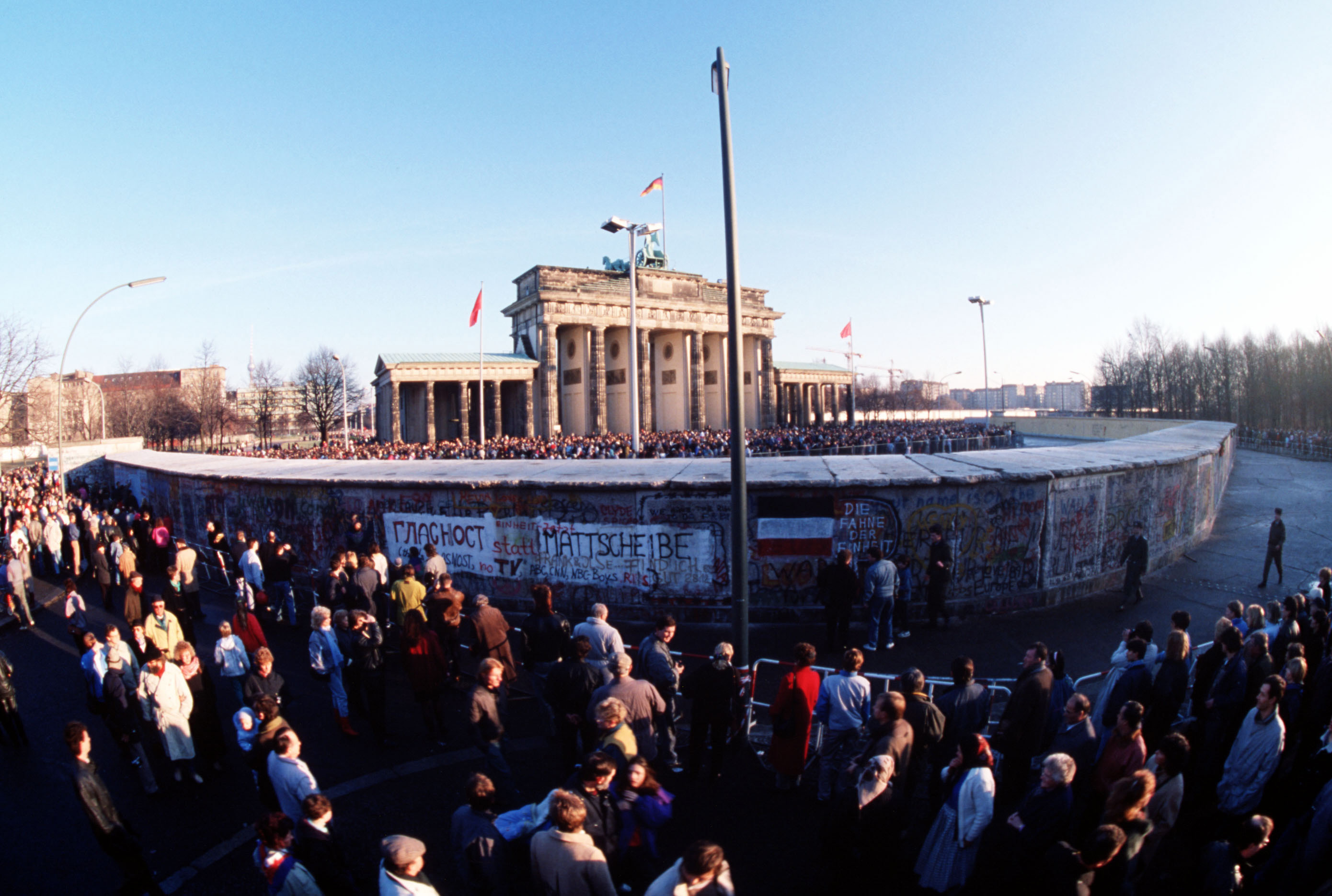
1989年12月1日的勃兰登堡门前，德国人民在尚未拆除的柏林墙前等待勃兰登堡门的正式开放

1989年是柏林墙建造后的第28年，在东德和平转变的框架下，11月9日柏林墙倒塌。12月22日，在超过十万人的欢呼声中，时任西德总理的赫尔穆特·科尔由西往东走过勃兰登堡门，东德的最后一任总理漢斯·莫德羅在门的另一端迎接科尔，标志着勃兰登堡门再次开放。随后隔离区被完全拆除，德国人民在勃兰登堡门前的柏林墙上跳舞庆祝。
1990年10月3日，德意志民主共和国（即东德）并入德意志联邦共和国（即西德），完成了德国的统一。
重新开放后的勃兰登堡门于1991年整修完毕，铁十字勋章和鹰鹫也回到了胜利女神雕像上。考虑到勃兰登堡门的砂岩构造长年缺乏保养和受到环境损坏，其后它又经历了长达22个月的修缮，2002年10月3日重新亮相，该日是德国统一12周年纪念日。

## 重建与柏林城市规划
第二次世界大战使得柏林遭到大面积破坏，勃兰登堡门周围的建筑均被炸毁。战后柏林分裂，东西柏林由于属于分属不同的政府管理，按照不同的城市建设规劃进行了重建，而勃兰登堡门地处东西柏林的交界处，因此两侧的新建筑风格迥然不同。柏林墙建造以后，勃兰登堡门虽属于柏林市的市中心区，但被隔绝在柏林墙的隔离区内，两侧的广场因此沦为一片荒地。柏林墙被拆除后，勃兰登堡门因为其特殊的象征意义，一跃从柏林分裂的标志成为了城市统一的象征，从而成为城市建设的中心和重点。
修复过程云集了世界著名的建筑师，广场周围的重建建筑遵守了严格的城市建设规定: 新建筑的形状、大小和风格必须同以前的广场风格相一致，现代建筑与传统的建筑风格融为一体。紧贴勃兰登堡门左右两侧的李伯曼大楼（Haus Liebermann）和桑摩大楼（Haus Sommer）得以重建，新建筑继承了原建筑的风格，但又比原建筑略高，以便拉近同勃兰登堡门的距离，从而更加烘托出了勃兰登堡门和巴黎广场的建筑结构。勃兰登堡门东南方是柏林最豪华的饭店阿德隆饭店（Hotel Adlon），它重建后一部分为历史风格，一部分则为现代建筑风格。法国大使馆、英国大使馆、美國大使館和艺术学院等也纷纷搬回了它们在巴黎广场的原址，都是按二战前的图纸布局重建的。

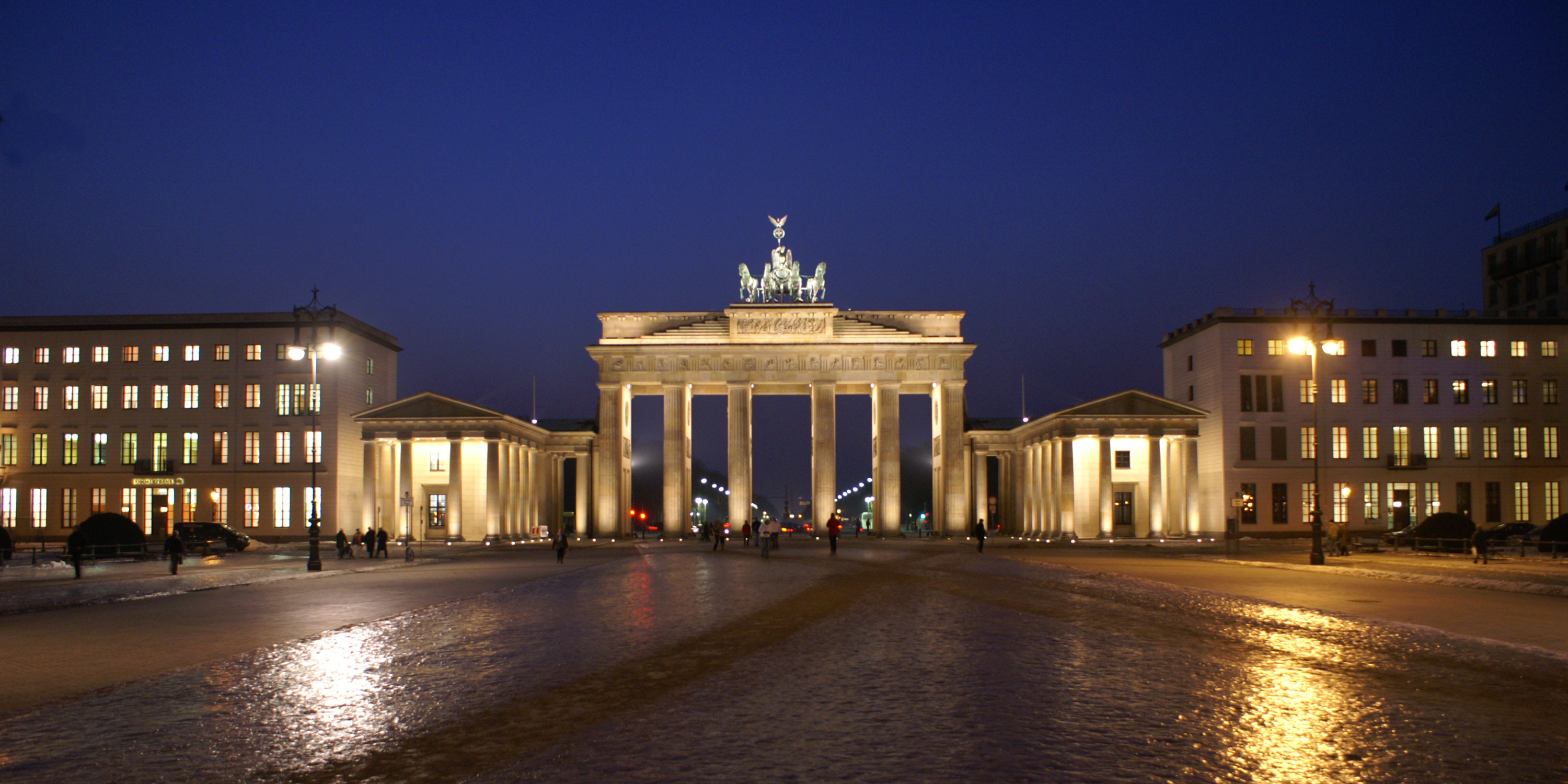
从巴黎广场由东向西望去。勃兰登堡门东侧的菩提树下大街与西侧的六月十七日大街，构成了柏林的“东西轴线”。图中勃兰登堡门的左侧是桑摩大楼，右侧是李伯曼大楼

勃兰登堡门西侧建造以柏林大蒂尔加滕公园为代表的大规模城市绿化带，是普鲁士皇家园林总监林奈先前对柏林城市绿化作出的出色规划，加上勃兰登堡门東侧华丽的菩提树下大街，由此构成了柏林的“东西轴线”，轴线从勃兰登堡门下经过，连接起了柏林东部政府区与西部商业和园林区。
20世纪90年代，柏林市政府曾经讨论勃兰登堡门是否应允许汽车通行，反对者认为汽车废气将导致砂岩构造的勃兰登堡门损坏，而且汽车通行将破坏勃兰登堡门前巴黎广场上的安静和秩序。如今勃兰登堡门不允许车輛通行。勃兰登堡门周边地下则有柏林城鐵（S-Bahn）和柏林地鐵通过。

## 象征意义

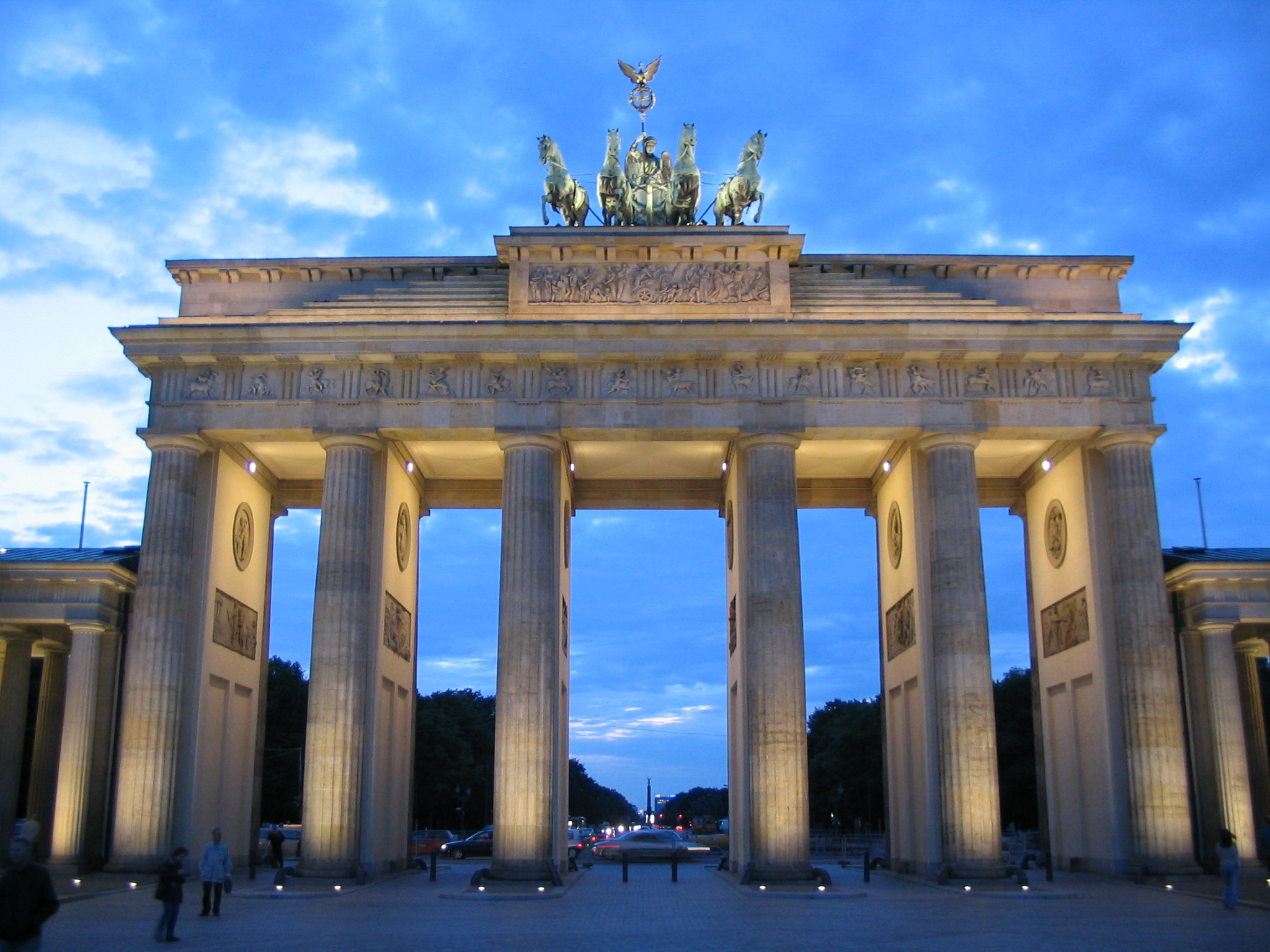
2005年的勃兰登堡门

在德国历史上，勃兰登堡门象征着普鲁士王国的崛起和德意志帝国的第一次统一和兴盛。
第二次世界大战德国战败后，分裂为东德和西德，柏林亦划分为东柏林和西柏林，分属东德和西德管辖，勃兰登堡门位于东柏林和西柏林的分界线上，也是冷战时期华沙公约组织国家和北大西洋公约组织国家之间的分界线，因此它曾经成为德国分裂、欧洲分裂和冷战的象征。
1990年两德统一后，勃兰登堡门又成为了德国重新统一和欧洲重新统一的象征。

## 衍生物

### 邮票

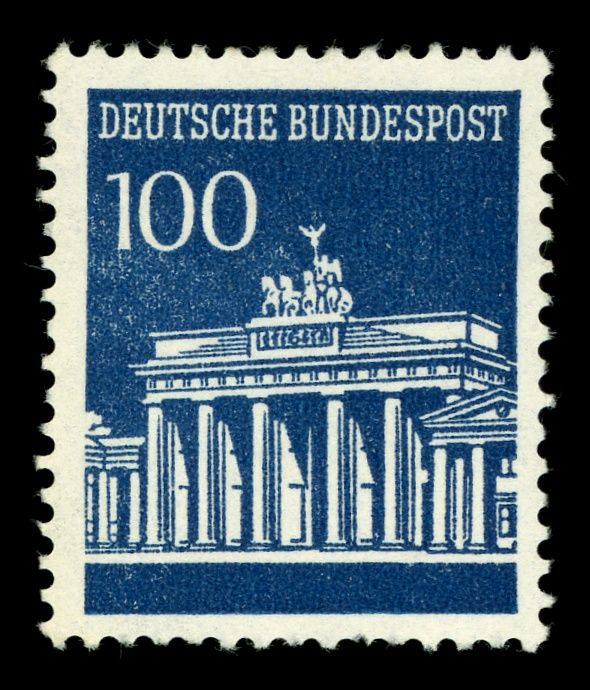
1967年西德发行的勃兰登堡门100芬尼邮票。

1966年4月至1967年4月，西德发行了一套勃兰登堡门的系列邮票，共5枚，面值分别为10芬尼、20芬尼、30芬尼、50芬尼和100芬尼，不同面值的邮票具有相同的主题即勃兰登堡门，但有不同的背景颜色，西德同时也在西柏林发行了这套邮票，注明“柏林”字样以示区别。图案上的勃兰登堡门是被设计者理想化的，当时从这个视角看过去应当看得到柏林墙。
当时从西德寄往苏联的邮件，如果使用这套邮票则会被苏联拒收并退回。这种出于政治原因对个别含有争议主题邮票、邮戳的信件做退回处理的措施，被称为“邮件战争”，它在冷战时期曾多次出现。

### 德国马克

德国5马克纸币上的勃兰登堡门图案

1989年起德国发行第四套也是最后一套德国马克纸币，正面采用德国人物主题，而背面则采用与正面所绘人物的工作或生活相关的场景。其中的5马克纸币正面为德国女作家、德国浪漫主义的代表人物贝蒂娜·冯·阿尼姆，她长期生活在柏林，5马克纸币背面为勃兰登堡门。

### 欧元硬币
2002年1月1日欧元纸币和欧元硬币正式启用，各国的欧元硬币采用相同的正面设计，背面则是由各国各自设计，德国分别使用了象征德国经济统一的橡树枝、勃兰登堡门和德国国徽上的鹰。其中的10欧分、20欧分和50欧分德国的欧元硬币设计为勃兰登堡门图案。
这座柏林城门在普鲁士王国和德意志帝国时期用于阅兵，象征着民族的兴盛；第二次世界大战后象征德国分裂；柏林墙倒塌，勃兰登堡门敞开，东德和西德在勃兰登堡门下走到了一起，勃兰登堡门象征着德国的重新统一；如今，作为德国标志的勃兰登堡门又成为了欧洲一体化进程的象征。

### 德國護照
在2017年發行的新版德國護照，幾乎每一頁都印有不同形式（紫外螢光墨水或直接印上的圖樣）的勃兰登堡门圖樣。

## 纪念活动

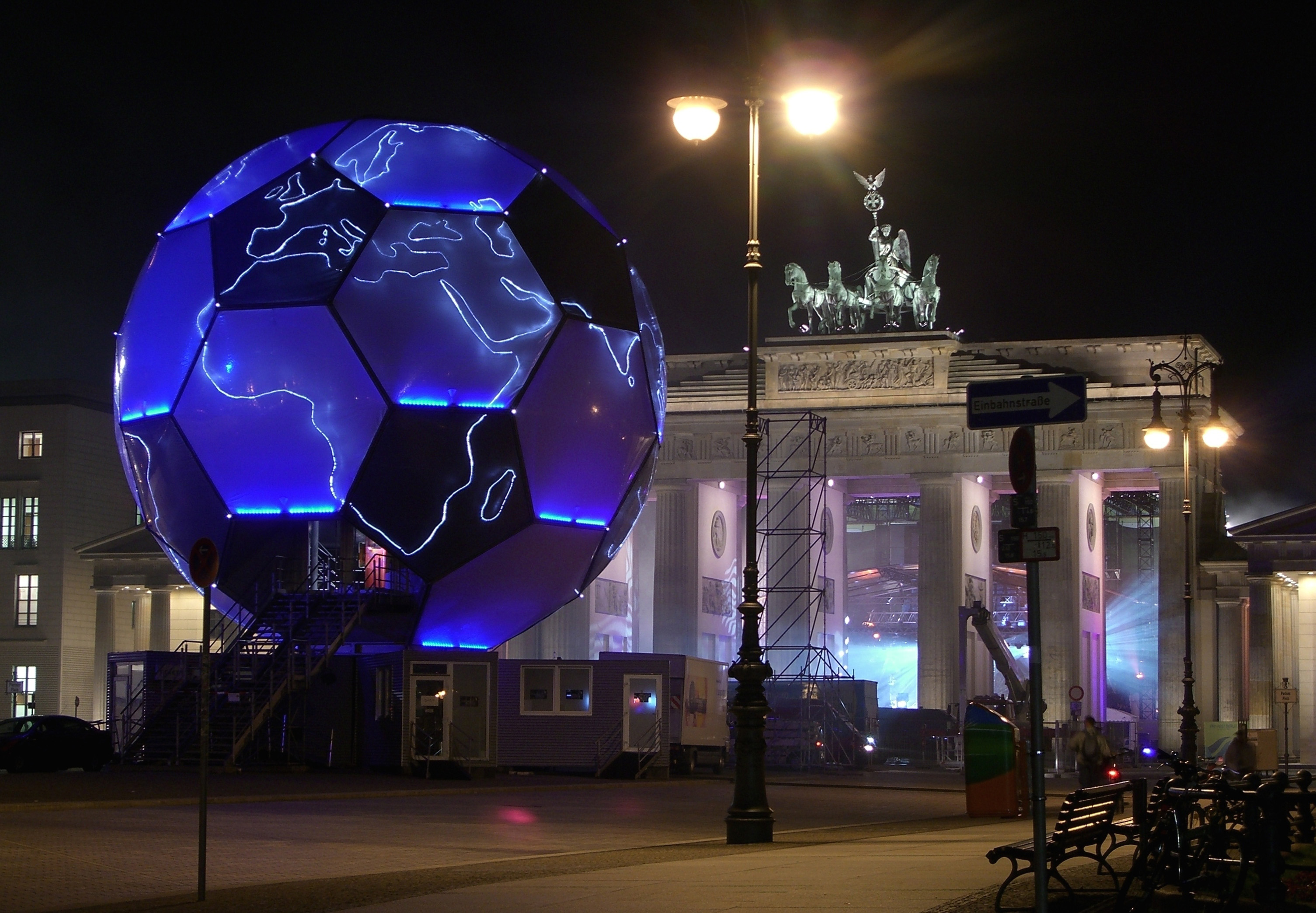
德国2006年世界杯足球赛期间，勃兰登堡门前的足球形地球仪

勃兰登堡门因为其在柏林乃至德国的特殊地位，成为德国多项庆典活动的举办会场。
每年12月31日晚上，勃兰登堡门前的露天除夕新年晚会是柏林市的传统，当天广场和大街上都挤满人群，搭起的舞台上举行盛大的现场表演助兴，人们在午夜时分的烟火巡演中共同迎接新年的到来。
由莫特博士创意的柏林“爱的大游行”（Love Parade）每年七月在勃兰登堡门前的六月十七日大街举行，它是世界上规模最大的电子音乐节。
2005年夏天，德国艺术家马塞尔·巴克豪斯在柏林勃兰登堡门前的巴黎广场展示了他的全景画作品，作品宽22米、高5米，名为“柏林180°”（180°Berlin）。他在黑白全景画作品中，根据历史照片绘制重现了1945年第二次世界大战结束时的勃兰登堡门及其周边的建筑，他将作品竖立在勃兰登堡门前，让人们能够直观地比较50年前后的场景，以纪念第二次世界大战结束60周年。
勃兰登堡门在德国2006年世界杯足球赛期间成为球迷观看赛事直播和庆祝的场所。柏林市政府在勃兰登堡门前搭起一个庞大的足球形地球仪，在慕尼黑开场赛两天前的6月7日，举办“诚邀世界朋友”的大型欢迎活动暨世界杯足球赛开幕式。世界杯期间，在勃兰登堡门与胜利纪念柱之间的六月十七日大街上，竖立起了数块大屏幕转播世界杯赛事，共计使用了234平方米的电视大屏幕，设在勃兰登堡门一侧的主舞台屏幕达60平方米。连续33天的大派对成为德国历史上规模最大、历时最久的大派对。

## 圖集

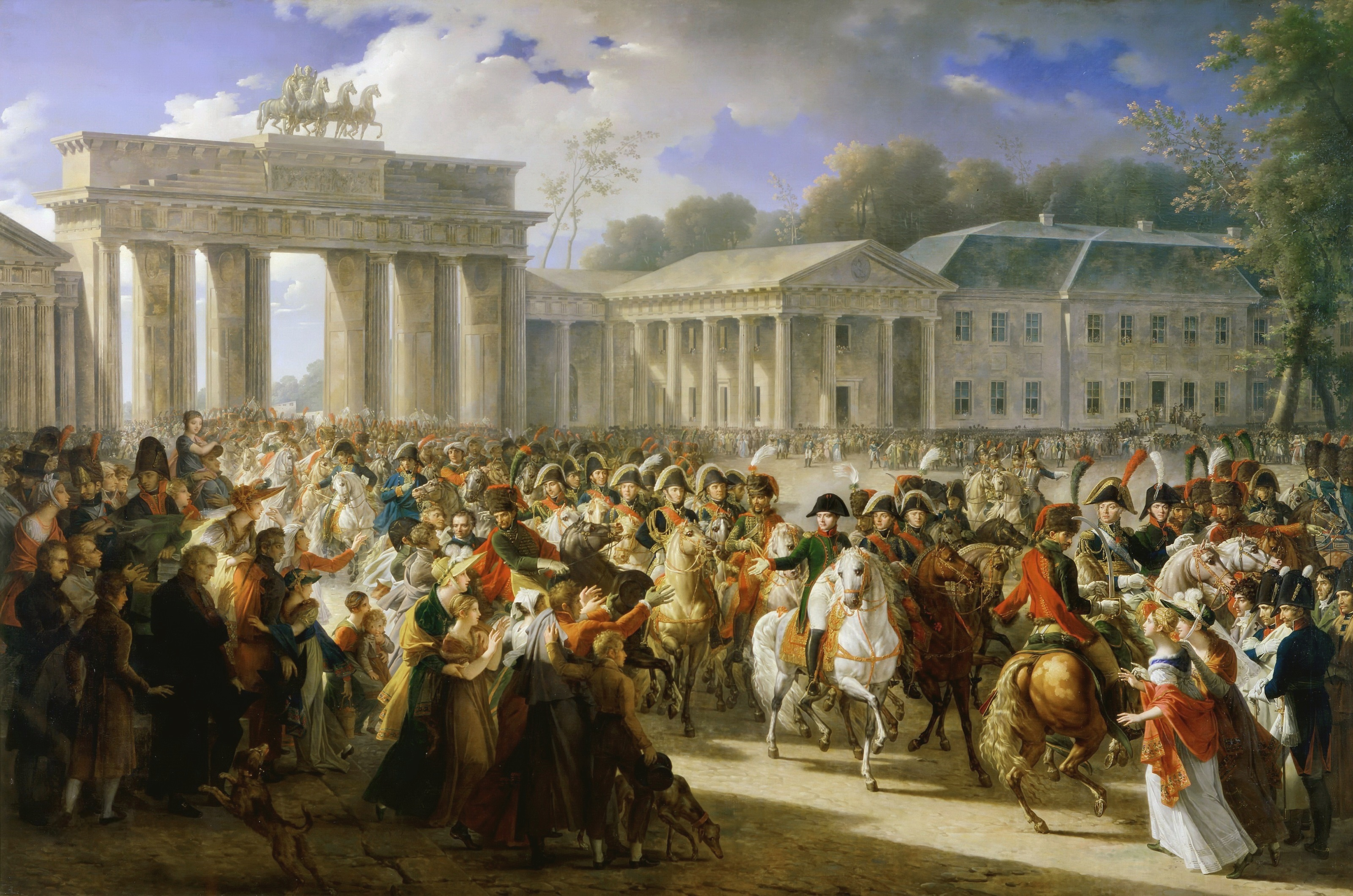
查爾斯·梅尼爾於1810年繪製的油畫，描繪1806年10月27日拿破崙在耶拿-奧爾施泰特會戰進入柏林經過布蘭登堡門的情景
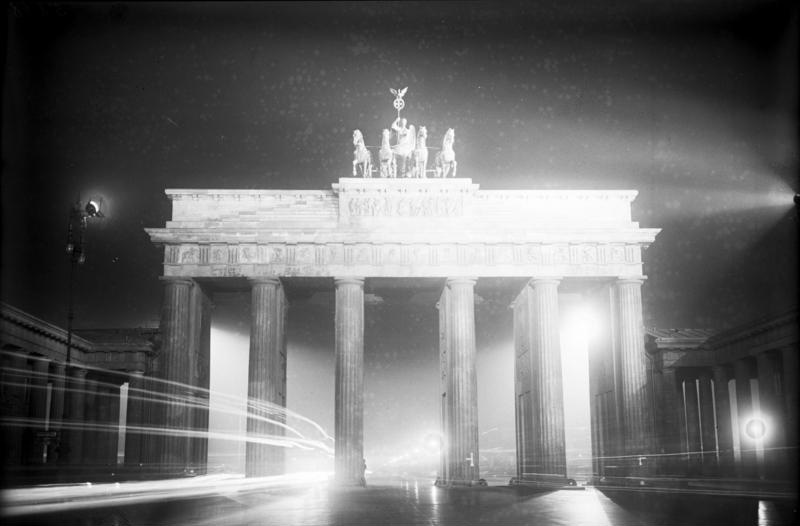
1928年在夜間照明下的布蘭登堡門
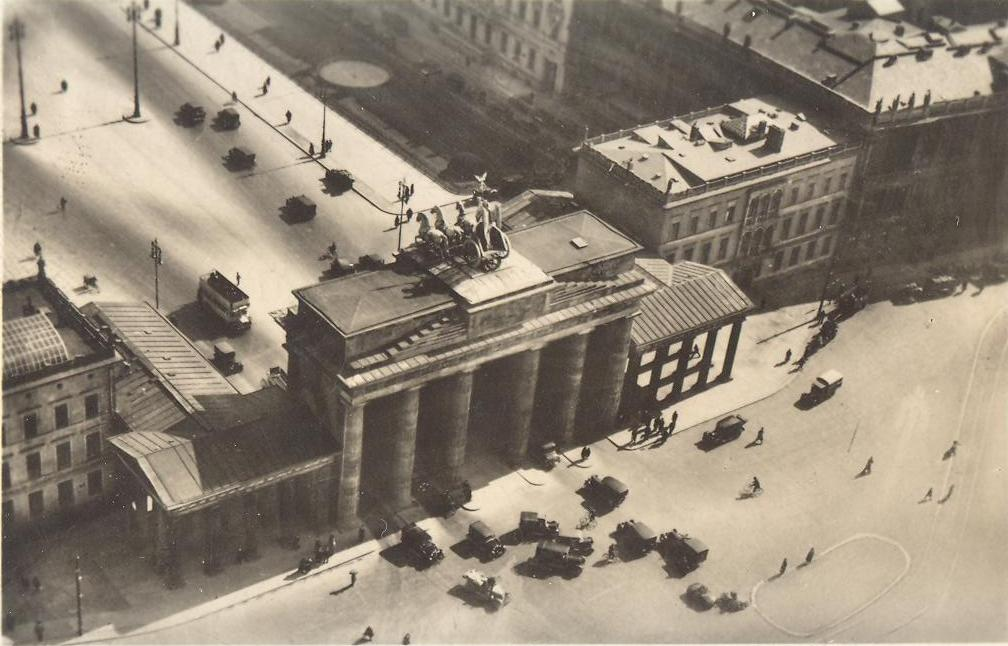
1930年代的布蘭登堡門。
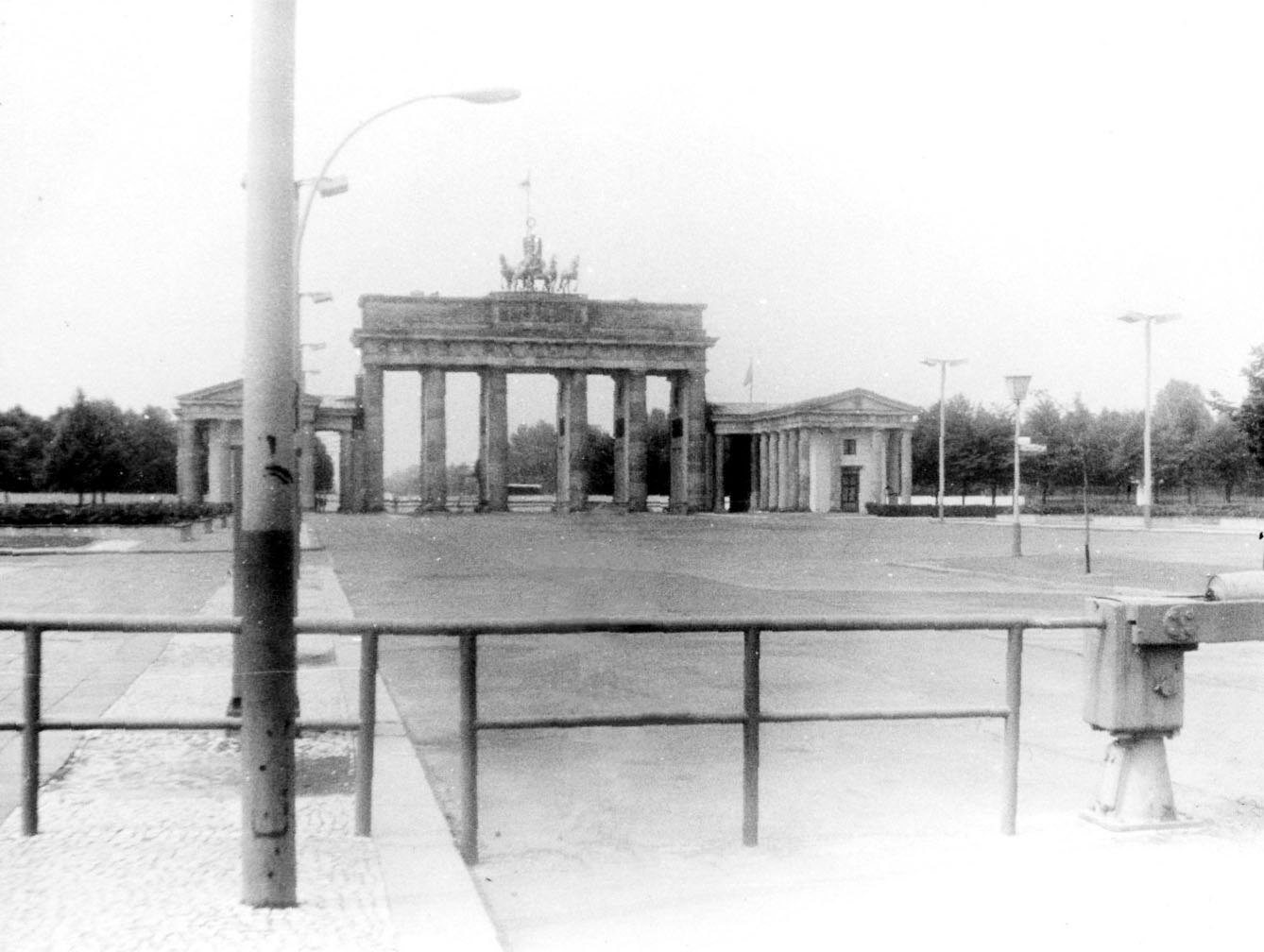
1945年第二次世界大戰後的布蘭登堡門
- 1982年的布蘭登堡門
1984年，東柏林民眾只能遠望布蘭登堡門
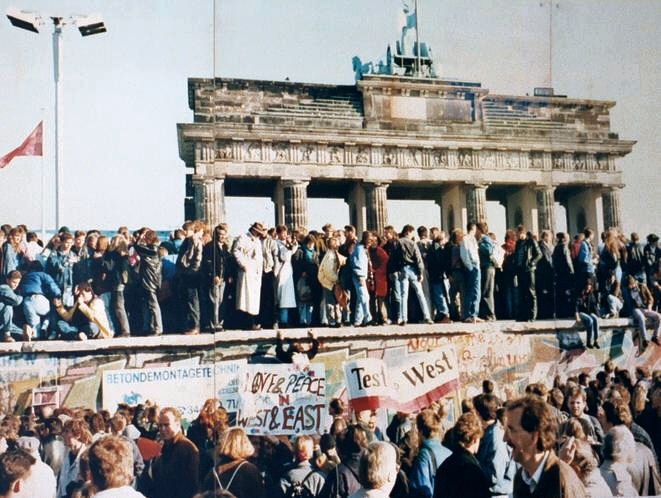
1989年柏林圍牆倒下前，人們聚集在布蘭登堡門前
布蘭登堡門及巴黎廣場
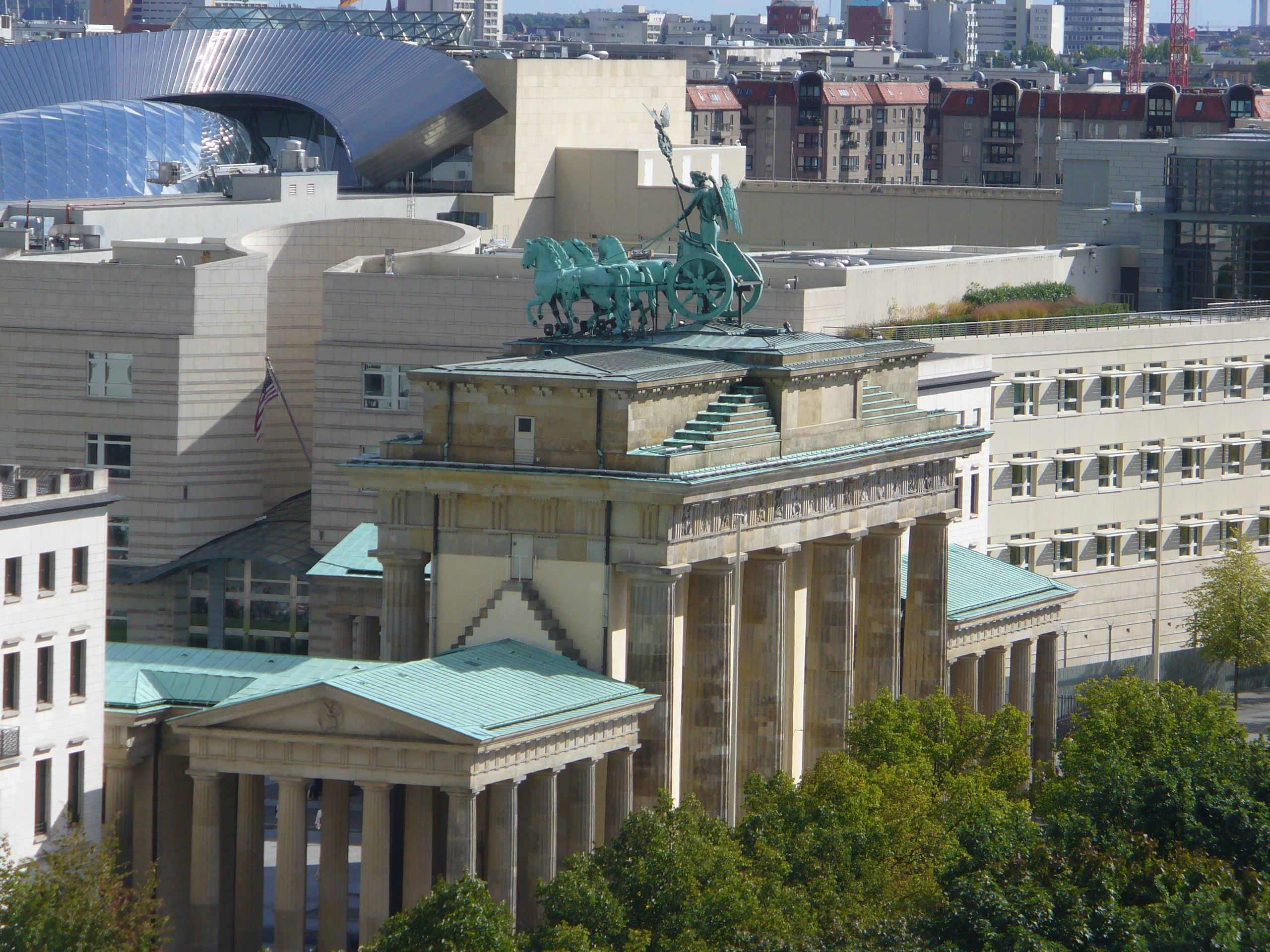
從德國國會大廈眺望布蘭登堡門，其後為美國駐德大使館
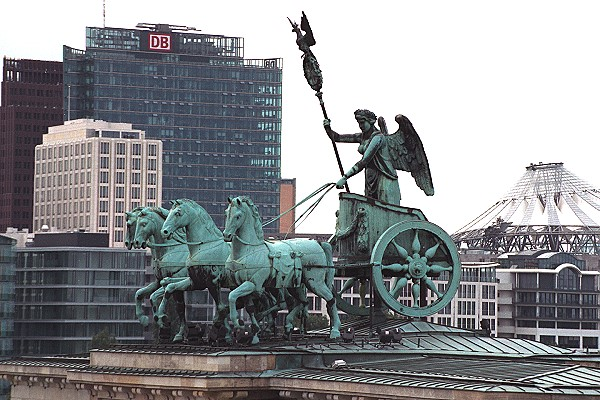
布蘭登堡門門頂的勝利女神像，背景為波茲坦廣場的高樓天際線
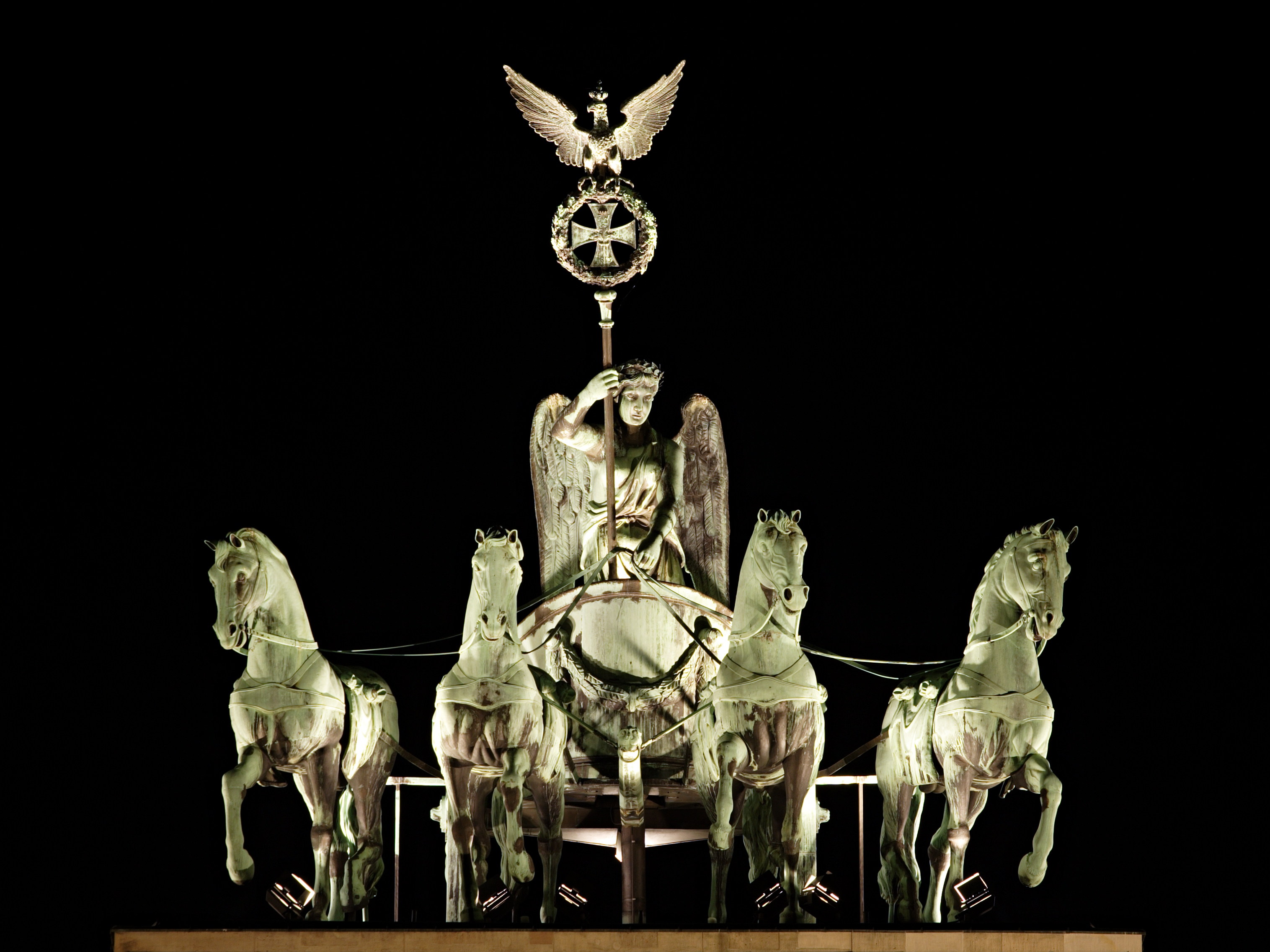
夜間的勝利女神像
2010年，夕陽下的布蘭登堡門輪廓
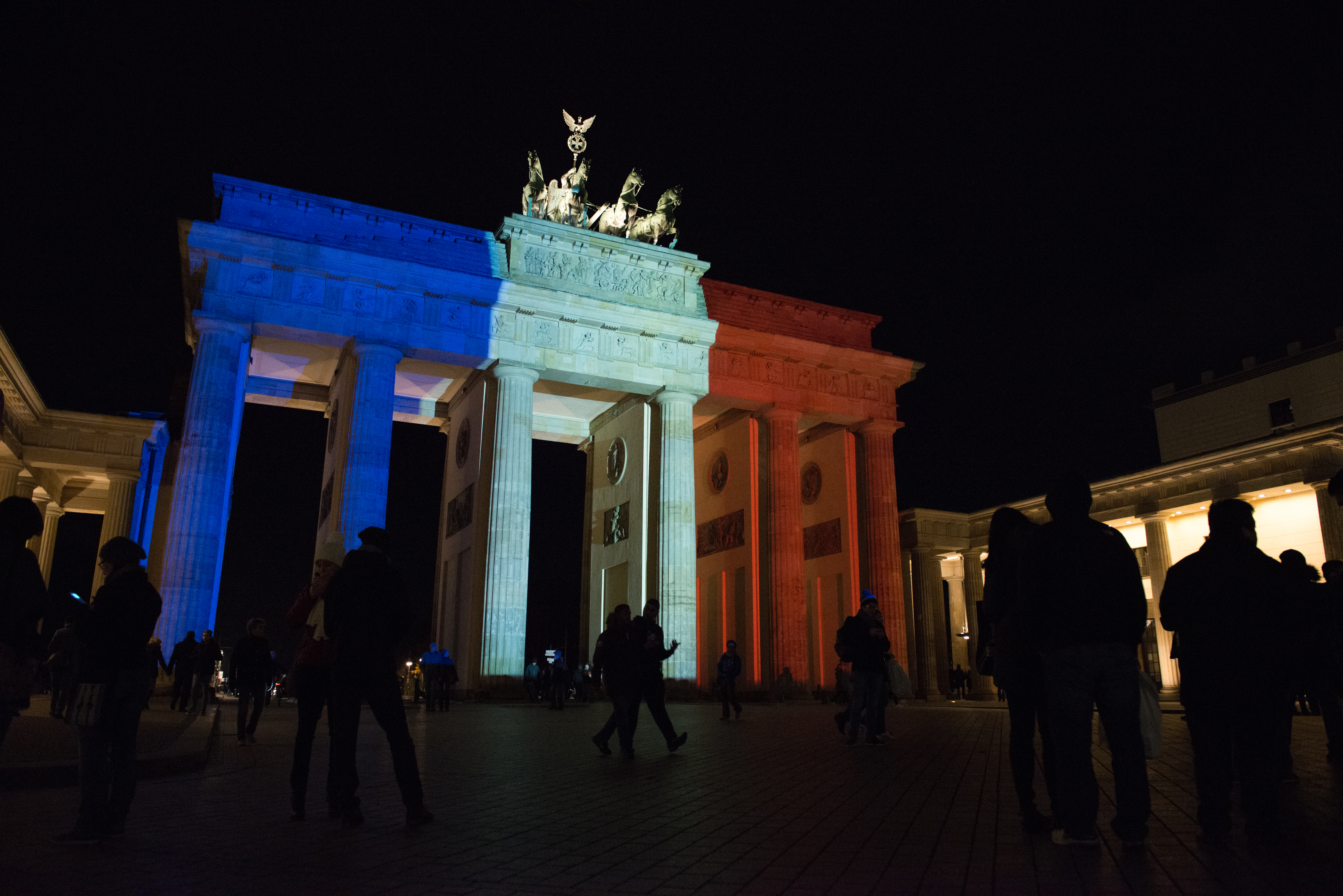
2015年11月巴黎襲擊案後，布蘭登堡門上投影了法國國旗的顏色以表示對法國的支持
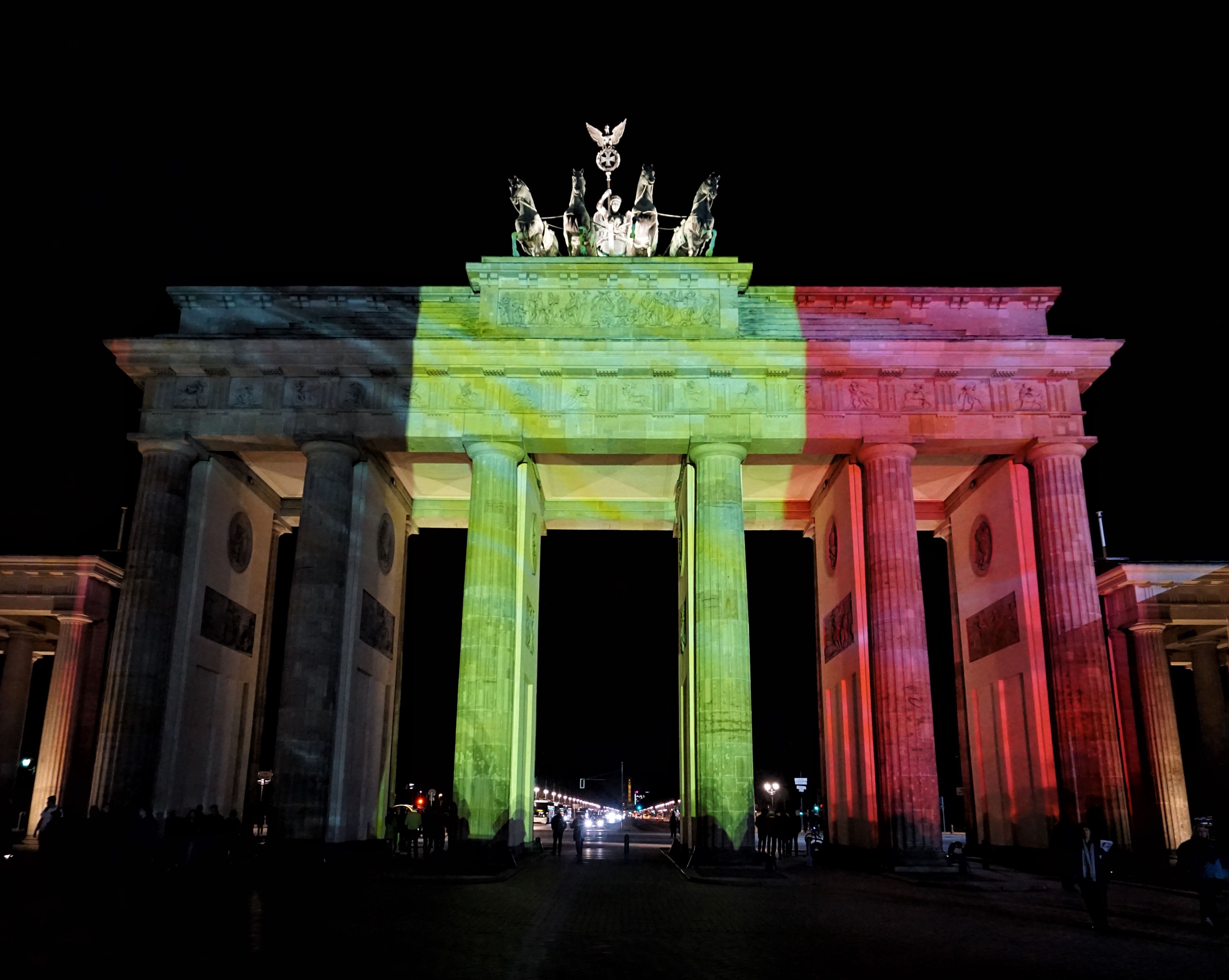
2016年布鲁塞尔连环爆炸案後，布蘭登堡門上投影了比利時國旗的顏色以表示對比利時的支持
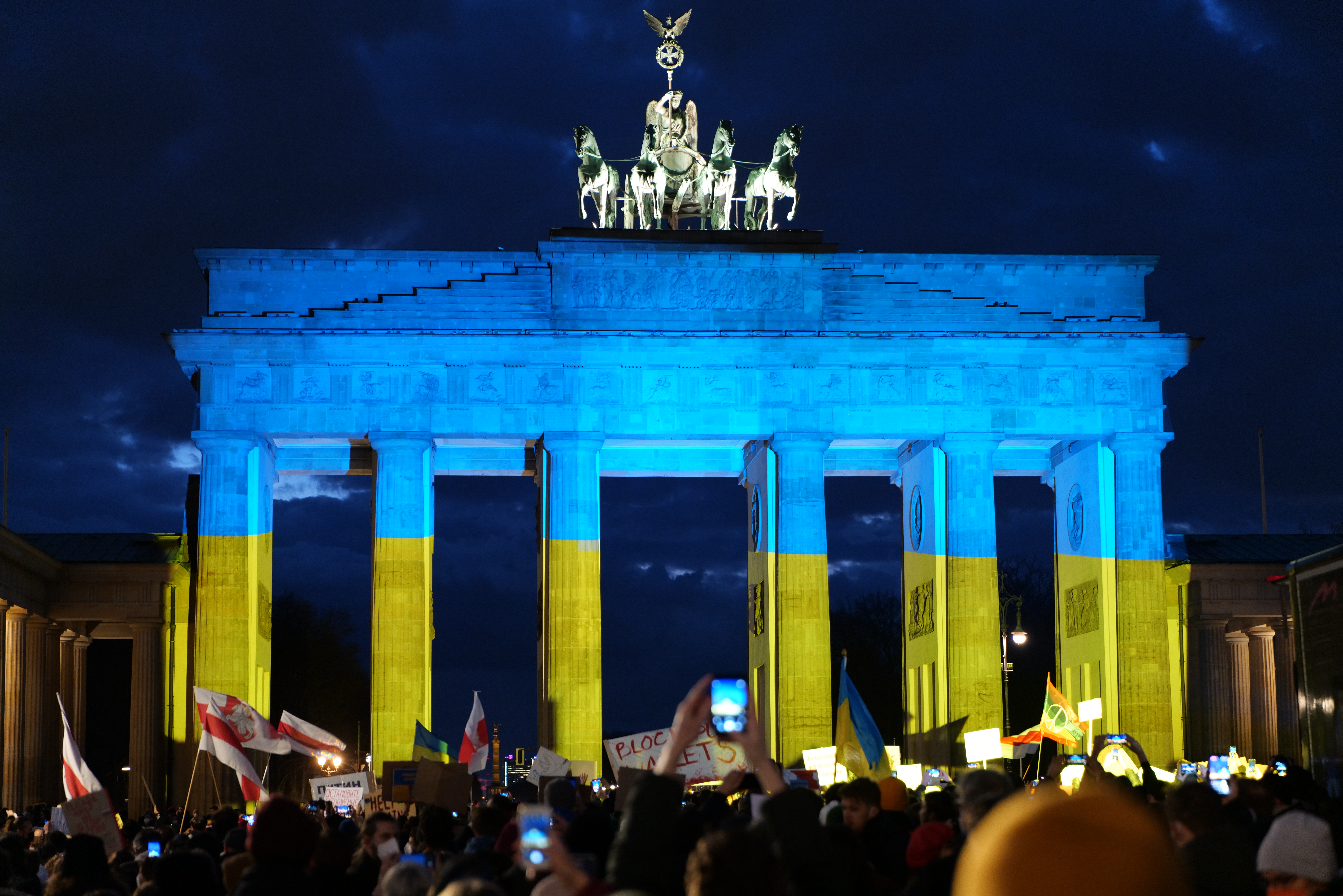
在一場反對俄羅斯入侵烏克蘭的遊行中，布蘭登堡門上投影了烏克蘭國旗的顏色以表示對烏克蘭的支持

### 引用
1. ↑  沙多夫（Johann Gottfried Schadow，1764年5月20日—1850年1月27日），普鲁士雕塑家
2. ↑  中国网：穿过三座凯旋门 （页面存档备份，存于）
3. ↑  新浪网: 《大国崛起》第六集——帝国春秋 （页面存档备份，存于）
4. ↑  《柏林战役的血腥记录》
5. ↑   . 柏林州參議院城市發展、建設和住房部（德语：Senatsverwaltung für Stadtentwicklung, Bauen und Wohnen）. （原始内容存档于2006-02-01） （德语）.
6. ↑  Reagan, Ronald. . Ronald Reagan Presidential Library & Museum. 1987-06-12  [2023-01-03]. （原始内容存档于2022-10-06）.
7. ↑  凯·迪珂曼、拉尔夫·格尔克·骆约特: 我的目标是德国统一——科尔自述. 沈阳: 辽宁人民出版社, 1999.
8. ↑  Helmut Kohl: Ich wollte Deutschlands Einheit. Bearbeitet von Kai Diekmann und Ralf Georg Reuth. Ullstein, Berlin 1998, ISBN 3-548-33241-2.
9. ↑  荣格·雷亚: 没有柏林墙的十五年 （页面存档备份，存于）.
10. ↑  柏林官方中文网: 柏林360度全景画册 （页面存档备份，存于）.
11. ↑  贝蒂娜·冯·阿尼姆（Bettina von Arnim，1785年4月4日—1859年1月20日），德国女作家，德国浪漫主义的代表人物
12. ↑  .   [2020-12-25]. （原始内容存档于2017-04-26）.
13. ↑  .   [2020-12-25]. （原始内容存档于2017-05-31）.
14. ↑  .   [2007-04-16]. （原始内容存档于2012-06-22）.
15. ↑  新浪网: 五十万人参加德国柏林“爱的大游行” （页面存档备份，存于）.
16. ↑  .   [2007-04-14]. （原始内容存档于2022-04-07）.
17. ↑  柏林官方中文网: 2006年世界杯足球赛 （页面存档备份，存于）
18. ↑  财经时报: 柏林球迷派对收入可观 （页面存档备份，存于）

## 外部連結
- 勃兰登堡门（页面存档备份，存于）
- 勃兰登堡门基金会 （页面存档备份，存于）（德文）
- 柏林旅游信息网：勃兰登堡门 （页面存档备份，存于）（德文）
- 柏林除夕新年晚会 （页面存档备份，存于）（德文）（英文）
- “柏林180°”-1945年的勃兰登堡门全景图 （页面存档备份，存于）（德文）
- “柏林180°”-1945年的勃兰登堡门绘制的动态过程 （页面存档备份，存于）（德文）